# 東京ヴァンテアンクルーズ
東京ヴァンテアンクルーズ株式会社（とうきょうヴァンテアンクルーズ）は、東海汽船グループのレストランクルーズ部門として、1988年に設立された会社の名称である。1989年にレストラン船「ヴァンテアン」を就航させ、東京湾内遊覧航路を運航していた。本社は東京都港区海岸1-12-2。

## 概要
レストラン船「ヴァンテアン」は、東京港竹芝桟橋を拠点に、羽田沖へ至る遊覧航路で運航していた。乗客は最大700名まで乗せられるが、通常は300〜350名でゆったりとしたサービスを行っていた。
東海汽船創業100周年記念事業の一環として設置された業務部企画課が、企画室への独立を経て法人化する形で設立された。記念事業の案としては、レストラン船の他に東京ディズニーリゾートへの交通船や、東京湾上に街を模した大型船を浮かべるといったものがあった。
東海汽船が本社・ターミナルを置く竹芝では、折しもウォーターフロント開発としてニューピア竹芝の建設が進んでいた。来たるべき21世紀と新たな竹芝にふさわしい"ハイグレードな海に浮かぶレストラン船"を標榜し、船名はフランス語で21（vingt et un）を意味する「ヴァンテアン」と名付けた。
「ヴァンテアン」は当初東海汽船が発注・保有していた。造船は三菱重工業下関造船所が受注、船価は21億円である。うち14億8千万円は、日本興業銀行が保証するドイツマルク債を発行、調達した。東京ヴァンテアンクルーズは年間2億円弱の貸船料を支払って借り受けて運航を行っていた。1997年（平成9年）に経営体制の確立化を目的として買船要請を行い、東海汽船から9億5千万円で購入。正式に東京ヴァンテアンクルーズの所属船とした。

## 沿革
- 1988年（昭和63年）
  - 3月15日 - 東海汽船創立100周年記念事業推進のため同社内に業務部企画課を設置[2]
  - 4月1日 - 業務部企画課が企画室として独立[2]。
  - 9月　「ヴァンテアン」を三菱重工業下関造船所へ発注[2]。建造費は21億円[1]。
  - 12月9日 - 東京ヴァンテアンクルーズ株式会社設立[1][2]。
  - 12月21日 - 旅客不定期航路事業許可を申請[1]。
- 1989年（平成元年）
  - 3月28日 - 旅客不定期航路事業が許可、運賃設定が認可[1]。
  - 4月14日 - 三菱重工業下関造船所にて「ヴァンテアン」起工式を挙行[2]。
  - 8月3日 - 進水式を挙行[2]。
  - 8月17日 - 東海汽船が「ヴァンテアン」建造資金としてドイツマルク債を発行[1]。
  - 9月29日 - 命名式、竣工式、引渡式を挙行[1][2]。
  - 10月23日 - レストラン船「ヴァンテアン」就航[1][2]。
- 1991年（平成3年）12月18日 - 本社を藤田観光ビルからニューピア竹芝ノースタワー11Fに移転[2]。
- 1996年（平成8年）
  - 12月20日 - 東海汽船より「ヴァンテアン」を9億5千万円で購入[4]。
  - 12月24日 - 本社をノースタワー11Fからサウスタワー5Fに移転[2]。

- 2020年（令和2年）
  - 4月8日 - 2019新型コロナウイルスに伴う緊急事態宣言の発令を受け長期運休[5]。
  - 5月29日 - 船舶老朽化による維持費増大と新型コロナウイルスによる損失拡大等を理由に事業撤退を決定[6][7]。
  - 6月30日 - 事業停止と同時に臨時株主総会で解散を決議[8]。
  - 12月17日 - 東海汽船が債権放棄を実施。同時に清算結了[8][9]。

## 使用船舶
- ヴァンテアン